# Deformación antiplana
La deformación antiplana es un cambio de dimensión que se da en el antiplano de corte o antiplano de cizallamiento, y corresponde a un estado especial de deformación en un cuerpo. Se llega a este estado de deformación cuando los desplazamientos en el cuerpo son cero en el citado antiplano pero no son cero en la dirección perpendicular al mismo. Para desplazamientos pequeños, el tensor de tensiones en el antiplano de corte puede escribirse como
{\displaystyle {\boldsymbol {\varepsilon }}={\begin{bmatrix}0&0&\epsilon _{13}\\0&0&\epsilon _{23}\\\epsilon _{13}&\epsilon _{23}&0\end{bmatrix}}}
donde el plano {\displaystyle 12\,} (x1,x2,0) es el antiplano considerado y la dirección {\displaystyle 3\,} (x3) es perpendicular a dicho plano.

## Desplazamientos
El campo de desplazamientos que conduce a un estado de corte antiplanar es (en coordenadas cartesianas rectangulares)
{\displaystyle u_{1}=u_{2}=0~;~~u_{3}={\hat {u}}_{3}(x_{1},x_{2})}
donde {\displaystyle u_{i},~i=1,2,3} son los desplazamientos en las direcciones {\displaystyle x_{1},x_{2},x_{3}\,}.

## Tensiones
Para un material isotrópico y linealmente elástico, el tensor de tensiones que resulta de un estado de cizallamiento antiplanar puede expresarse como
{\displaystyle {\boldsymbol {\sigma }}\equiv {\begin{bmatrix}\sigma _{11}&\sigma _{12}&\sigma _{13}\\\sigma _{12}&\sigma _{22}&\sigma _{23}\\\sigma _{13}&\sigma _{23}&\sigma _{33}\end{bmatrix}}={\begin{bmatrix}0&0&\mu ~{\cfrac {\partial u_{3}}{\partial x_{1}}}\\0&0&\mu ~{\cfrac {\partial u_{3}}{\partial x_{2}}}\\\mu ~{\cfrac {\partial u_{3}}{\partial x_{1}}}&\mu ~{\cfrac {\partial u_{3}}{\partial x_{2}}}&0\end{bmatrix}}}
donde {\displaystyle \mu \,} es el módulo de cizallamiento del material.

## Ecuación de equilibrio para el antiplano de corte
La conservación del momento lineal en ausencia de fuerzas de inercia toma la forma de una ecuación de equilibrio. Para estados generales de tensión se dan tres ecuaciones de equilibrio. Sin embargo, para los antiplanos de corte, con la suposición de que las fuerzas del cuerpo en las direcciones 1 y 2 son 0, se reducen a una ecuación de equilibrio que se expresa como
{\displaystyle \mu ~\nabla ^{2}u_{3}+b_{3}(x_{1},x_{2})=0}
donde {\displaystyle b_{3}} es la fuerza del cuerpo en la dirección {\displaystyle x_{3}} y {\displaystyle \nabla ^{2}u_{3}={\cfrac {\partial ^{2}u_{3}}{\partial x_{1}^{2}}}+{\cfrac {\partial ^{2}u_{3}}{\partial x_{2}^{2}}}}. Téngase en cuenta que esta ecuación es válida solo para deformaciones infinitesimales.

## Aplicaciones
La asunción de un antiplano de corte se utiliza para determinar las tensiones y desplazamientos generados en los procesos de dislocación.